# Ruggine

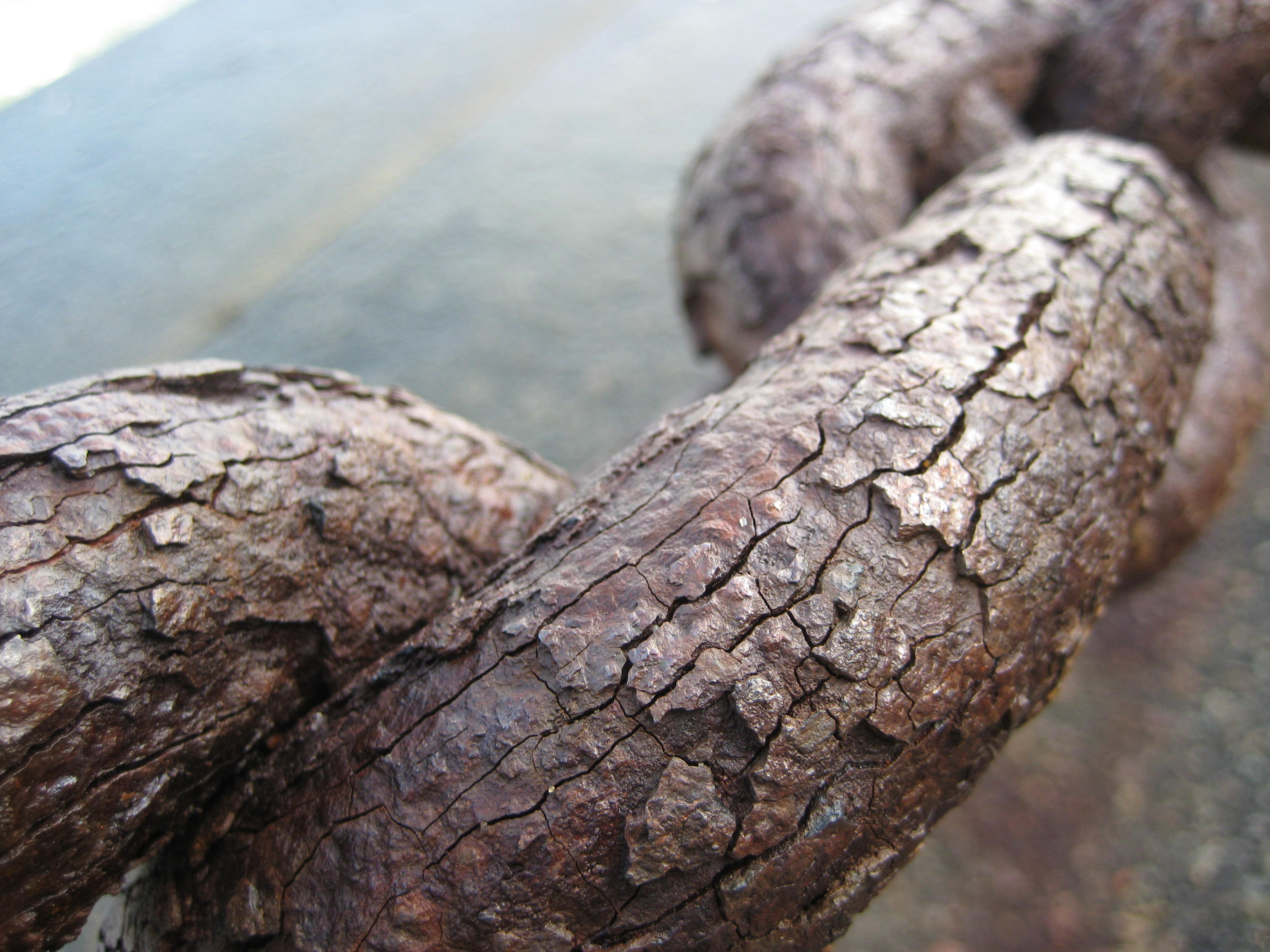
Ruggine che corrode una catena a San Francisco, California, Stati Uniti

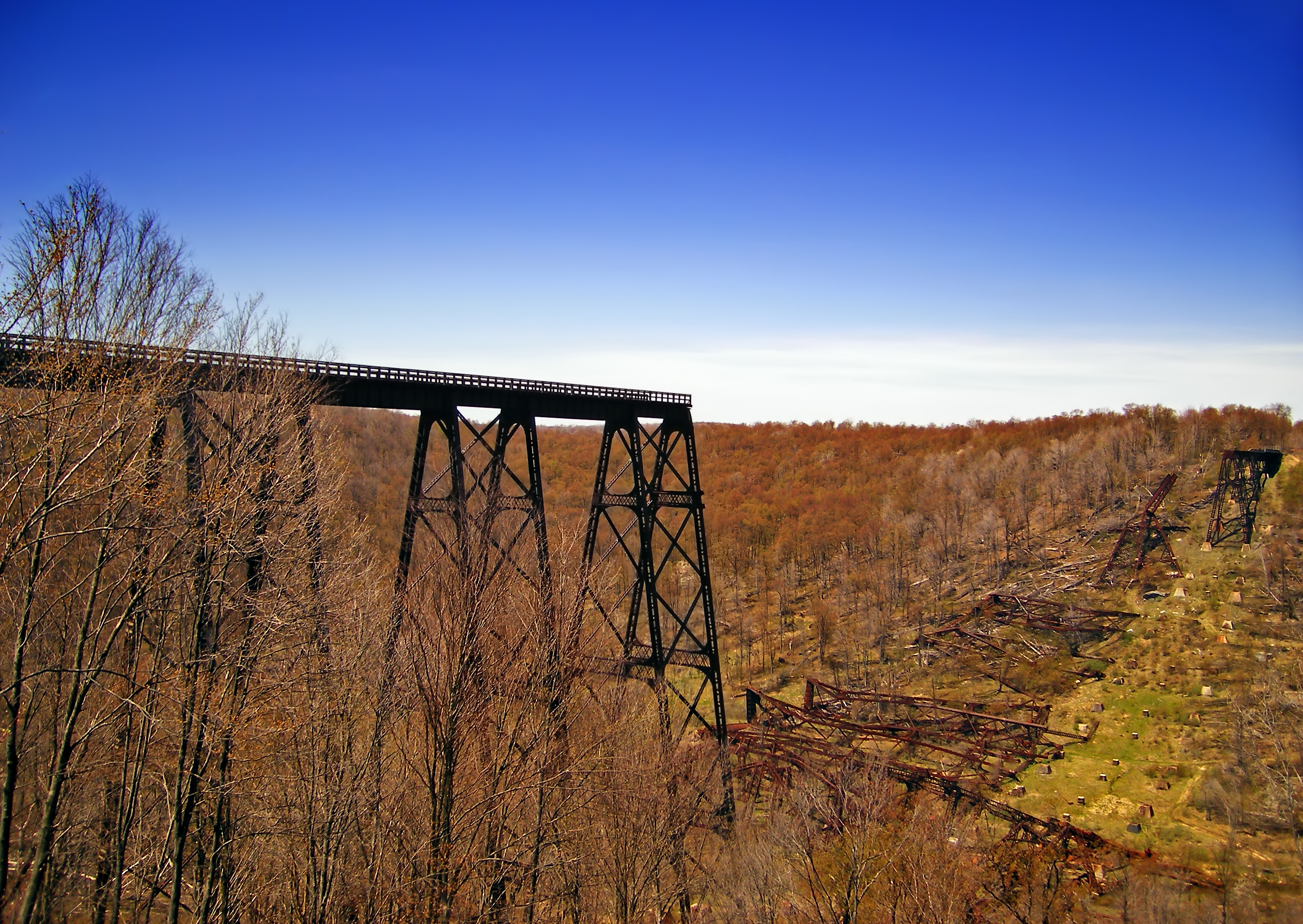
Il viadotto di Kinzua, monumento storico statunitense, crollato nel 2003 anche a causa della corrosione di alcune sue parti

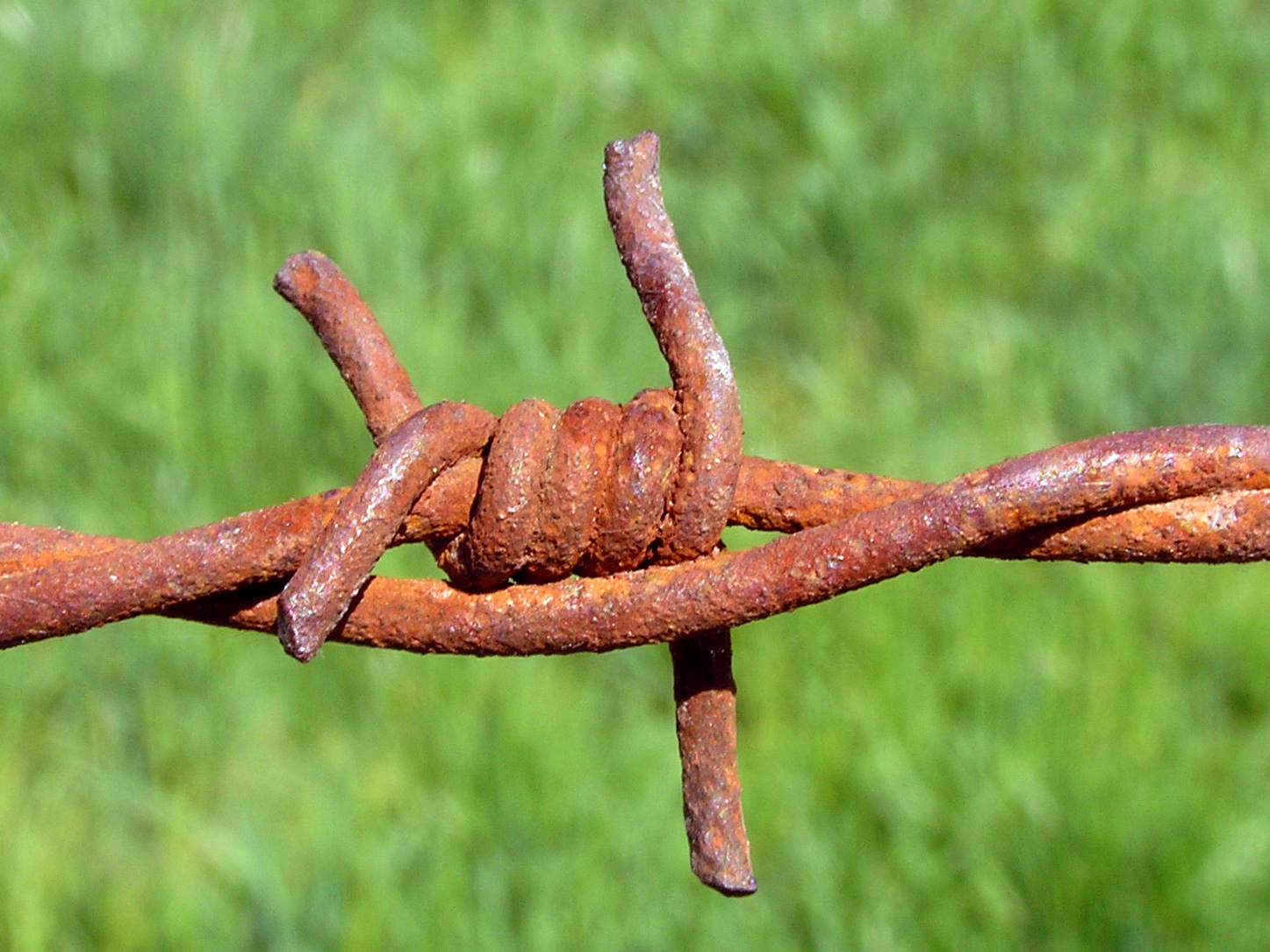
Filo spinato arrugginito

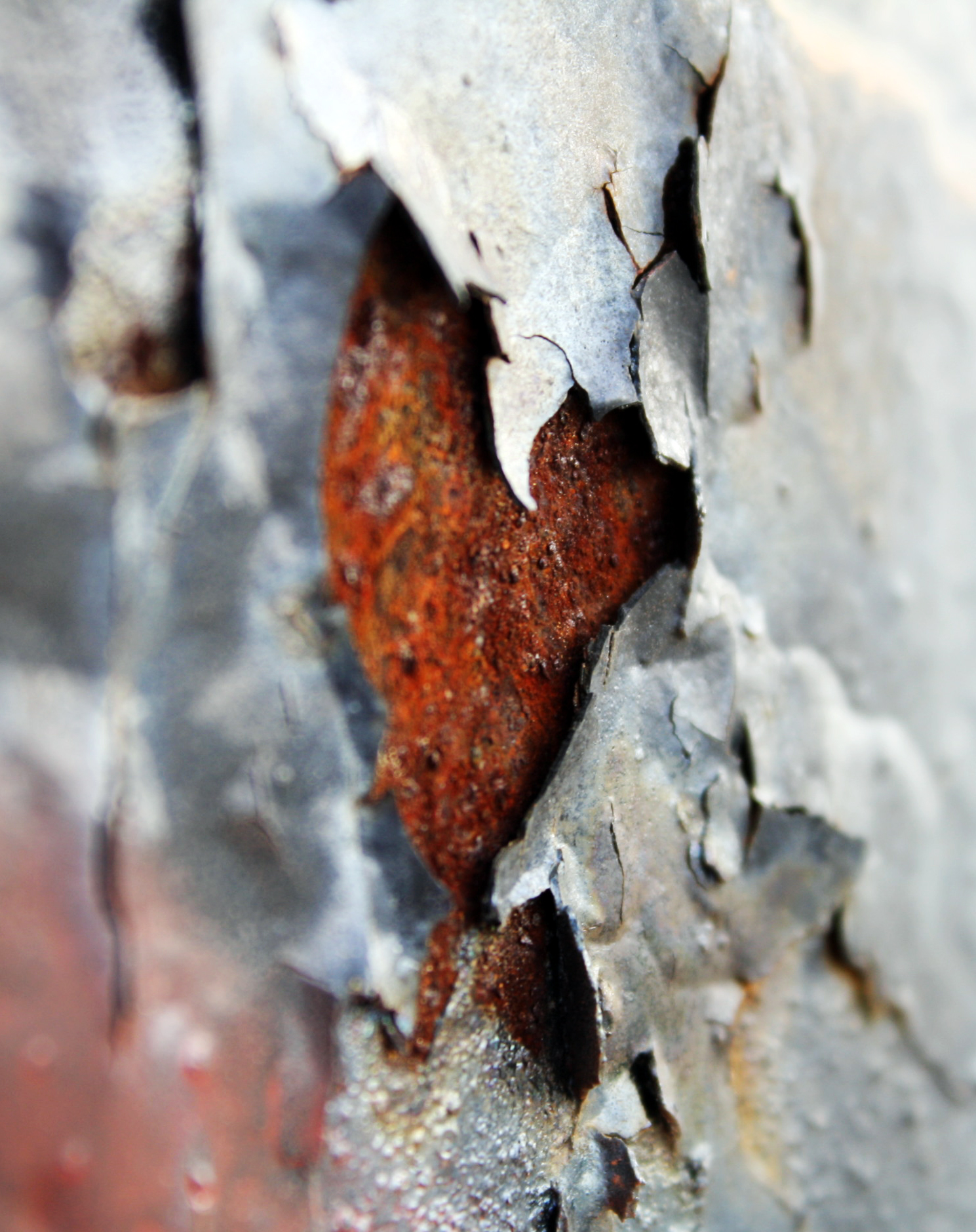
Vernice che si sfoglia da una superficie arrugginita

La ruggine (o, anticamente, ferruggine) è un composto spontaneo costituito da vari ossidi di ferro, idrati e carbonati basici di Fe(III), di colore bruno-rossiccio.
La ruggine ha origine dall'ossidazione del ferro: per la sua formazione è necessaria la presenza di ossigeno. La formula chimica della reazione che vede coinvolti Fe e H2O è la seguente:
{\displaystyle {\ce {2Fe + 3H2O -> Fe2O3 + 3H2}}}

## Formazione e composizione

### Corrosione del metallo
Il meccanismo di formazione della ruggine coinvolge reazioni chimiche con il diossido di carbonio, l'umidità, l'ossigeno dell'aria e l'anidride solforosa ed il processo avviene tanto più rapidamente quanto più la superficie è esposta all'aria, e se la superficie è scabra, oppure se il manufatto è sottoposto a sforzo meccanico.
Varia è la consistenza con cui si presenta la ruggine: pulverulenta, incoerente e friabile o, se di antica data, compatta. I fenomeni di corrosione che si instaurano sono causa di danni notevoli alle strutture.
Il comportamento del ferro è, rispetto a questo fenomeno, notevolmente diverso da quello di altri metalli, quali l'alluminio, il nichel, il cromo, lo stagno, che si passivano, cioè si ricoprono di uno strato di ossido protettivo.
Dato che si formano principalmente ossidi di Fe(III), che – a differenza di quelli del Fe(II) – si sfaldano e non aderiscono alla superficie, lo strato di ruggine si sgretola scoprendo la parte sottostante composta da Fe(0), che è esposto continuamente al processo fino a quando non è consumato.

### Reazioni chimiche e composizione della ruggine
Vi sono diverse forme di ruggine, alla quale corrispondono diverse reazioni e prodotti finali.
La reazione principale è una redox dove l'ossigeno si riduce ed il ferro si ossida:
{\displaystyle {\ce {O2 + 4e- + 2H2O -> 4OH-}}}
A causa della formazione di anioni ossidrili questo processo è largamente influenzato dalla presenza di acidi o basi.
Gli elettroni per la riduzione dell'ossigeno sono forniti dal ferro:
{\displaystyle {\ce {Fe -> Fe^3+ + 3e-}}}
La complessità delle varie reazioni in gioco poi si esplica con la formazione di numerose reazioni correlate, ad esempio:
{\displaystyle {\ce {2Fe + O2 + 2H2O -> 2Fe(OH)2}}}
{\displaystyle {\ce {4Fe + 3O2 + 6H2O -> 4Fe(OH)3}}}
{\displaystyle {\ce {4Fe + 3O2 + xH2O -> 2Fe2O3* xH2O}}}
Anche la presenza di anidride solforosa e anidride carbonica può avere un ruolo in queste reazioni, ad esempio:
{\displaystyle {\ce {2Fe(HCO3)2 + O2 <=> 2FeO(OH) + 8CO2 + 2H2O}}}
La composizione della ruggine è quindi molto variabile a seconda dei materiali e delle condizioni di ossidazione (pH, ossigeno, acqua, anidride carbonica).
Se l'ossigeno è abbondante quasi tutto il Fe(II) si ossiderà a Fe(III).
Se invece è in difetto il Fe(II) in forma di FeO e dei suoi idrati sarà più abbondante (ma sempre minoritario).
La presenza (o meno) di acqua ha un effetto anche sulle seguenti reazioni di equilibrio:
{\displaystyle {\ce {Fe(OH)2 <=> FeO + H2O}}}
{\displaystyle {\ce {Fe(OH)3 <=> FeO(OH) + H2O}}}
{\displaystyle {\ce {2 FeO(OH) <=> Fe2O3 + H2O}}}
Di fatto la composizione della ruggine può contenere, in ordine di importanza:
- Fe2O3 (oltre il 30-40%, anche fino al 97%)
- Fe(OH)3, FeO(OH), Fe3O4, FeO, Fe(OH)2
- Fe3+ e Fe2+ ionici e tracce di altri metalli e derivati.

## Sistemi di prevenzione
Il più efficace e comune sistema per difendere ferro, acciaio e ghisa dalla corrosione da ruggine è la zincatura, procedimento che permette di ricoprire il materiale di uno strato di zinco. Può essere effettuata a caldo (in un bagno di zinco fuso), zincatura a spruzzo che deposita rivestimenti di zinco fino a 500 um (norma EN ISO 2063.2005), elettroliticamente (mediante deposizione catodica) oppure a freddo (trattamenti analoghi ad una verniciatura con formulazioni a base di zinco).
Un sistema analogo è la cromatura, ossia il rivestimento con cromo.
Un altro comune sistema per evitare la formazione di ruggine è l'utilizzo di vernice protettiva e, in particolare, vernici formulate con il minio che è un ossido di piombo (tossico). Tuttavia una volta che si innescano fenomeni di corrosione al di sotto dello strato di vernice questi aggrediscono irreversibilmente il materiale, sfogliando la vernice.
Un modo più raffinato è quello della protezione catodica, utilizzata soprattutto per i tubi interrati e per i depositi sotterranei di carburante: il metodo consiste nel collegare la struttura con un metallo, in particolare magnesio, che si ossida preferenzialmente.
Esiste tuttavia la possibilità di fermare l'espansione della ruggine già formata trattando la medesima con un convertitore di ruggine chimico il quale, reagendo con il supporto ferroso, forma un film protettivo di colore nero il quale impedisce ulteriori formazioni di ruggine.
Esistono anche in commercio vernici colorate contenenti convertitori di ruggine da stendere a pennello o in bomboletta spray le quali permettono di eseguire una verniciatura ed una protezione del metallo arrugginito in una sola passata, permettendo quindi di risparmiare tempo.